# بتر (عروض)
السطر المبتور هو سطر شعري غير مكتمل الوزن، يفتقر إلى مقطع لفظي في النهاية أو ينتهي بركن غير مكتمل. أحد أشكال البتر هو فقدان الرأس، حيث يُسقط المقطع غير المشدد من بداية السطر.

## في العربية
في العروض العربي علة مقتضاها حذف السبب الخفيف (الحذف) مع ساكن الوتد المجموع وإسكان ما قبلة (القطع) فتتحول فعولن إلى فَع.